# Willoughby Bertie (4e comte d'Abingdon)
Willoughby Bertie, 4e comte d'Abingdon (16 janvier 1740 - 26 septembre 1799), titré Lord Norreys de 1745 à 1760, est un pair anglais et mécène de la musique.

## Biographie
Bertie est né à Gainsborough, Lincolnshire, le deuxième fils de Willoughby Bertie (3e comte d'Abingdon) et d'Anna Maria Collins. Le 29 janvier 1759, il s'inscrit au Magdalen College, Oxford et reçoit sa maîtrise le 29 mai 1761.
Bertie est un mécène et un compositeur de musique, ainsi qu'un écrivain politique. Son beau-frère Giovanni Gallini le met en contact avec Johann Christian Bach et Karl Friedrich Abel, et il est par la suite très impliqué dans leur carrière. Pendant son séjour en Angleterre (1791–1792, 1794–1795), Abingdon est un patron de Haydn, qui l’a peut-être encouragé à composer . Abingdon est crédité de la composition de cent vingt œuvres musicales .
Lui et sa famille vivent à Rycote dans l'Oxfordshire et en 1769, il finance la construction du Swinford Toll Bridge sur la Tamise près d'Eynsham. Bertie élève le célèbre cheval de course Potoooooooo, considéré comme l'un des meilleurs chevaux de course du 18e siècle. Le nom inhabituel vient des instructions à son garçon d'écurie d'écrire le nom prévu du cheval, Potato, sur son bac d'alimentation, et le garçon écrit "Pot" avec huit o. La blague a beaucoup amusé Bertie et il décide de rendre le nom officiel.
Abingdon se gagne la réputation d'un franc-tireur politique. Sa nécrologie dans le Gentleman's Magazine fait remarquer que "ses discours fréquents à la Chambre des pairs sont particulièrement excentriques. Critiquant ouvertement Lord North et son administration, il défend rigoureusement les libertés des colonies américaines, mais dénonce la Révolution française comme une menace pour «la paix, l'ordre, la subordination, le bonheur de tout le globe habitable». Il fait valoir que le mouvement pour l'abolition de la traite des esclaves est simplement le résultat d'une «nouvelle philosophie» inspirée par la nouvelle république française.
Lorsque son frère aîné James meurt dans un incendie à Rycote en 1745, Bertie devient l'héritier de son père, lui succédant comme 4e comte d'Abingdon le 10 juin 1760. En 1761, il vend le manoir de West Lavington, Wiltshire à Robert Palmer et Thomas Walker, et en 1762, il vend le manoir de Frilsham, Berkshire à George Amyand.

## Famille
Il épouse Charlotte Warren, fille de l'amiral Peter Warren, le 7 juillet 1768. Lady Abingdon est décédée le 28 janvier 1794. Ils ont sept enfants:
- Willoughby Bertie, Lord Norreys (8 février 1779-20 février 1779)
- Willoughby Bertie, Lord Norreys (né le 9 avril 1781), décédé en bas âge
- Montagu Bertie (5e comte d'Abingdon) (30 avril 1784-16 octobre 1854)
- Willoughby Bertie (24 juin 1787-19 décembre 1810), épouse Catherine Jane Saunders le 26 novembre 1808, meurt en commandant le HMS Satellite
- Caroline Bertie (17 octobre 1788-12 mars 1870), épouse Charles John Baillie-Hamilton le 23 janvier 1821
- Peregrine Bertie (30 juillet 1790-17 octobre 1849)
- Frédéric Bertie (12 février 1793-4 février 1868), marié le 17 octobre 1795 à Georgiana Anne Emily Kerr, fille de Mark Kerr

Abingdon est en proie à des problèmes financiers à partir du moment où il hérite du comté. Avec son propre style de vie extravagant faisant peu pour soulager ses problèmes, il meurt insolvable en 1799. Une grande partie de sa propriété à Westbury, Wiltshire, est vendue sur une période allant de 1777 jusqu'à sa mort. Le manoir de Weston-on-the-Green dans l'Oxfordshire, qu'il hérite de son frère le capitaine Peregrine Bertie en 1790, est transmis à ses plus jeunes fils, devenant finalement la propriété du révérend Frédéric Bertie.
Abingdon Square Park à Manhattan porte son nom.